# Alelo selvagem
O alelo selvagem ou tipo selvagem refere-se ao fenótipo da forma típica de uma espécie, como ocorre na natureza.
Em outros termos, o alelo selvagem é aquele que é encontrado em organismos naturais, que não sofreram alteração nos seus genes , por meio da manipulação do homem para se obter espécies mais resistentes. 
Originalmente, o alelo selvagem era conceituado como um produto do alelo "normal" padrão , em contraste com o alelo "mutante" não-padrão. 